# Catuna niji

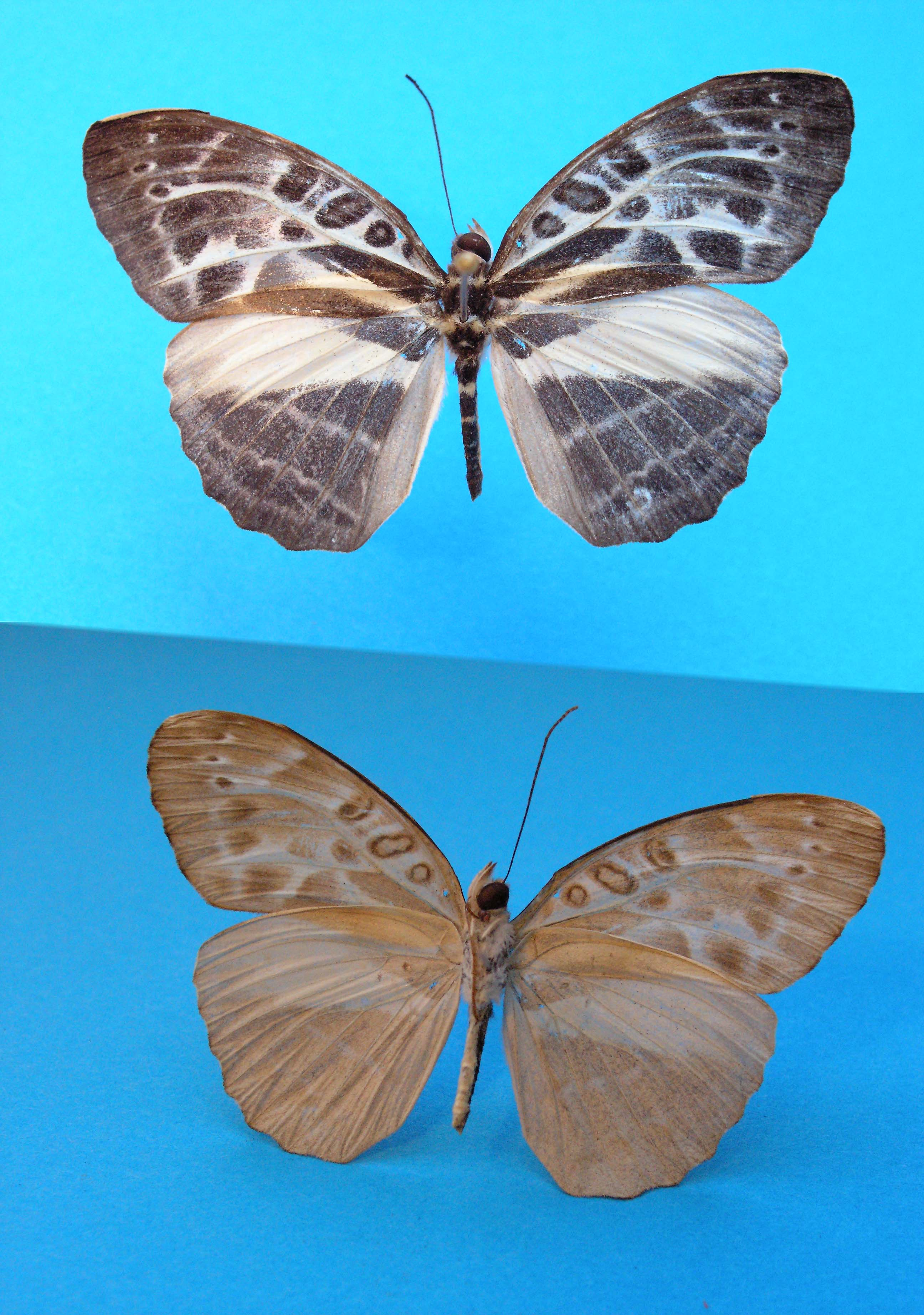
Imagem de uma Borboleta da espécie Catuna Niji

Catuna niji é uma borboleta da família Nymphalidae. Pode ser encontrada nos seguintes países: Serra Leoa, Libéria, Costa do Marfim, oeste de Gana, oeste de Camarões, Gabão e República Democrática do Congo (região de Mayoumbe). O habitat localiza-se em florestas.
As larvas alimentam-se das espécies Manilkara, Englerophytum, Vincentella e Afrosersalisia.